# Mykwa Wielka w Krakowie
Mykwa Wielka – zabytkowy budynek znajdujący się w Krakowie, w dzielnicy I Stare Miasto, przy ul. Szerokiej 6, na Kazimierzu.
Budynek mykwy został zbudowany w 1567 roku dla potrzeb członków gminy żydowskiej w Krakowie. Na początku XX wieku została gruntownie odnowiona i częściowo przekształcona, co wywołało kontrowersje, gdyż zatarto średniowieczne elementy wnętrza. Łaźnia rytualna znajduje się w podziemiach, do których schodzi się po około czterdziestu stromych, kamiennych schodkach. Pierwotnie ściany były wyłożone drzewem cembrowanym – obecnie są cementowe.
Podczas II wojny światowej, hitlerowcy doszczętnie zdewastowali budynek, ale na szczęście zachował się kształt basenu kąpielowego. Po wojnie w latach 1974–1976 budynek został wyremontowany i przeznaczony na siedzibę Pracowni Konserwacji Zabytków. W latach 90. XX wieku został zwrócony Gminie Wyznaniowej Żydowskiej w Krakowie, która umieściła w niej żydowską restaurację Klezmer-Hois oraz hotel. W budynku miał, w latach 2004–2013, swoją siedzibę Teatr BARAKAH. 